# Dicen por ahí...
Dicen por ahí... (en inglés, Rumor Has It...)  es una película estadounidense de comedia del 2005, dirigida por Rob Reiner. El guion de Ted Griffin se deriva de un rumor de la vida real sobre una familia en la novela El graduado, de 1963, de Charles Webb.[cita requerida]

## Trama
En 1997, Sarah Huttinger, una obituaria y escritora de anuncios de boda para New York Times, viaja a Pasadena para la boda de su hermana menor Annie, acompañada por su prometido Jeff Daly. En una fiesta pre-boda, Sarah descubre, por su abuela Katharine, que su madre Jocelyn huyó a Cabo San Lucas para pasar tiempo con su compañero de preparatoria, Beau Burroughs, una semana antes de casarse con el padre de Sarah, Earl. Jeff llega a la conclusión de que los padres de Sarah estuvieron casados poco tiempo antes de los nueve meses después de su nacimiento, haciéndose preguntar si Beau puede ser en realidad su padre biológico. Sarah también descubre que su abuela quizás haya sido la inspiración para la Señora Robinson, un infame personaje en la novela El graduado.
Después de la boda, decidida a descubrir más sobre Beau y sobre el pasado de su madre, Sarah decide volar a San Francisco, donde Beau, ahora altamente exitoso y muy rico, se está ocupando de un seminario. Sarah lo conoce y él admite el romance clandestino, pero asegura que él no puede ser el padre ya que sufrió un traumatismo testicular contundente mientras jugaba al fútbol en la escuela secundaria y por ello quedó estéril. Los dos salen a beber, y a la mañana siguiente Sarah se despierta en la cama de Beau en su casa de Half Moon Bay.
Aunque la culpa asola por su comportamiento, Sarah le permite a Beau convencerla para ser su cita en un baile de caridad, en donde ella conoce al hijo de Beau, Blake. Beau explica que su esposa quería un hijo biológico y fue artificialmente inseminada para quedar embarazada.
Apaciguada, Sarah se disculpa y terminan besándose. Jeff, que ha viajado a California para encontrarla, los ve besarse y, después de discutir con ella, la deja.
Desanimada, Sarah regresa para visitar a su abuela, que se enfurece cuando descubre que Beau se ha acostado también con ella. Ambas se enteran de que Annie ha sufrido un ataque de ansiedad mientras volaba hacia su luna de miel y quiere hablar con Sarah. Sarah le cuenta a su hermana la relación de Beau con las tres generaciones de mujeres de la familia. Le asegura a Annie que es muy afortunada de tener un marido como Scott, y al hacerlo se da cuenta de que está lista para casarse con Jeff. 
También se revela que Earl (el padre de Sarah) fue el que causó el trauma testicular de Beau por accidente. Esto le da a Beau cierto nerviosismo, al reencontrarse con él. Earl le confiesa a Sarah que siempre supo lo del romance de Jocelyn y Beau. A pesar de que Beau fue una aventura para ella, Jocelyn regresó a Earl porque ella lo amaba y él era alguien con quien podía construir una vida digna y estable. En la noche que ella regresó, Sarah fue concebida. Esto explica la fecha exacta entre su cumpleaños y la boda de sus padres.
Decidida a volver con Jeff, Sarah regresa a Nueva York y le declara a su prometido sus verdaderos sentimientos. Se reconcilian con una condición: sí alguna vez tienen una hija, no le permitirán que se acerque a Beau. La película termina con la boda de Sarah y Jeff.

## Producción
El guionista Ted Griffin fue el director original, pero los problemas surgieron un poco después de empezar el rodaje el 21 de julio de 2004. La producción tuvo varios días de retraso en la primera semana, y el 5 de agosto, Griffin despidió al cineasta Ed Lachman del proyecto. Griffin fue despedido por el productor ejecutivo Steven Soderbergh al día siguiente, y la producción cerró con el fin de la sustitución de Rob Reiner para hacer el guion, reparto y cambios en la película antes de volver a filmar el 18 de agosto. Los miembros originales de la película Charlie Hunnam, Lesley Ann Warren, Tony Bill y Greta Scacchi fueron reemplazados por Reiner.

## Reparto
- Jennifer Aniston ..... Sarah Huttinger
- Kevin Costner ..... Beau Burroughs
- Shirley MacLaine ..... Katharine Richelieu
- Mark Ruffalo ..... Jeff Daly
- Richard Jenkins ..... Earl Huttinger
- Mena Suvari ..... Annie Huttinger
- Steve Sandvoss ..... Scott
- Christopher McDonald ..... Roger
- Mike Vogel ..... Blake Burroughs
- Kathy Bates ..... Tía Mitsy

### Doblaje
| Personaje           | Actor original       | Actor de doblaje       |
| ------------------- | -------------------- | ---------------------- |
| Sarah Huttinger     | Jennifer Aniston     | Dulce Guerrero         |
| Jeff Daly           | Mark Ruffalo         | Mario Castañeda        |
| Beau Burroughs      | Kevin Costner        | Carlos Segundo         |
| Katharine Richelieu | Shirley MacLaine     | Rosanelda Aguirre      |
| Earl Huttinger      | Richard Jenkins      | Armando Réndiz         |
| Annie Huttinger     | Mena Suvari          | Laura Ayala            |
| Roger McManus       | Christopher McDonald | Roberto Mendiola       |
| Blake Burroughs     | Mike Vogel           | José Antonio Macías    |
| Tia Mitsy           | Kathy Bates          | Joanna Brito           |
| Scott               | Steve Sandvoss       | Moisés Iván Mora       |
| Nikki               | Jenny Wade           | María Fernanda Morales |
| Benjamin Braddock   | Dustin Hoffman       | Igor Cruz              |

## Música
Nellie McKay grabó seis canciones para la película, todas fueron lanzadas exclusivamente en iTunes. La banda sonora también cuenta con varios estándares, incluyendo el tema de "A Summer Place" por Max Steiner, "Secret Love" por Sammy Fain y Paul Francis Webster, "Just One Of Those Things" por Cole Porter, "Moonlight Serenade" por Glenn Miller y Mitchell Parish, "In The Mood" por Joe Garland, "I'm Beginning To See The Light" por Harry James, Duke Ellington, Johnny Hodges, y Don George, y "As Time Goes By" por Herman Hupfeld.

## Críticas
A.O. Scott de New York Times dijo: "Supongo que "Rumor Has It" podría ser peor, aunque por el momento es una pérdida decir cómo. Ms. MacLaine y Mr. Costner son profesionales experimentados, les dieron líneas mediocres de lo que merecen, y Jennifer Aniston es tan valiente y atractiva como siempre... [pero sus] esfuerzos se pierden en una película que ni siquiera puede parecer mantener el interés en sí mismo".
Roger Ebert de Chicago Sun-Times observó, "La trama... suena como un truco. Eso es porque es un truco. Pero es un buen truco. Y Rumor Has It trabaja por buenas razones, incluyendo el sonido y la presencia de Kevin Costner... un actor natural con un enorme atractivo... Ésta no es una gran película, pero es bastante mirable y tiene algunas partes graciosas. El papel de Aniston es crucial, porque ella es la heroína de la historia, y... tiene la presencia de llevarlo a cabo".
Mick LaSalle de San Francisco Chronicle dijo: "La película tiene ese fatal tríptico que se convierte en una comedia romántica de Reiner: el sentimentaloide, las escenas estrafalarias que trivilizan los personajes y el horror de aventura... hace falta decir, Rumor Has It falló como sucesor de The Graduate. Falla artísticamente pero también filosóficamente, en que refuta el espíritu de la película anterior, mientras sin ofrecer nada atractivo en su lugar".
Peter Travers de Rolling Stone la premió con una de cuatro estrellas, llamándola un "cómic" y agregando, "El guion escalofriante, por T.M. Griffin, es dirigido por Rob Reiner en un deslumbrante sonambulismo que Costner emula repitiendo su actuación en The Upside of Anger y en el proceso de exprimir el jugo".
Brian Lowry de Variey dijo: "Tan confundido en la mayoría de aspectos como el título, Rumor Has It... comienza con una premisa intrigante... pero se convierte en un romance con un poco de comedia suave con especias... hay un germen de idea aquí, pero Reiner y Griffin compitieron a través de la trama tan rápidamente que la pobre Sarah rara vez tiene tiempo de respirar, que también descibre la película... [Aniston] nunca se asienta lo suficiente para ofrecer más de un agudo gemido y expresión de dolor".

## Taquilla
La película se estrenó en el número diez en la taquilla de Estados Unidos, en 2005 pantallas en los EE. UU. el día de Navidad de 2005 y ganó 3.473.155 dólares en su primer fin de semana. Con el tiempo, recaudó 43.000.262 y 45.933.300 dólares a nivel nacional en los mercados extranjeros con 88.933.562 dólares.